# Los adioses
Los adioses (distribuida internacionalmente en inglés como The Eternal Feminine, "El eterno femenino") es una película mexicana del año 2018, dirigida por Natalia Beristáin, con la actuación de Karina Gidi, Tessa Ia, Daniel Giménez Cacho y Pedro de Tavira, acerca de la escritora y diplomática mexicana Rosario Castellanos Figueroa, su postura política acerca del papel de la mujer en México y su relación con Ricardo Guerra Tejada. Producida por Woo Films, Chamaca Films y Zamora Films. 

Se estrenó el 24 de agosto de ese año, distribuida por Cinépolis Distribución, y recibió el Premio del Público a Largometraje de Ficción Mexicano y Mención Especial a Actriz de Largometraje Mexicano en el XV Festival de Morelia (2017), el Premio del Público en el Festival del Nuevo Cine Mexicano de Durango edición 2018 y el Premio Ariel del 2018 a la mejor actuación femenina.

## Sinopsis
Con continuos flashbacks, la película no es una biografía fílmica, sino la versión libre y personal de la directora tanto de la juventud de Rosario Castellanos en Chiapas y en sus años de estudiante en la Facultad de Filosofía y Letras de la Universidad Nacional Autónoma de México como de su etapa adulta, y en ambos casos resalta su relación de pareja (primero noviazgo, luego matrimonio) con Ricardo Guerra Tejada: las dificultades que ella tuvo que afrontar en una sociedad machista, la envidia de él hacia su trabajo y hacia su éxito, los sentimientos contradictorios de la escritora respecto a su gran interés por dedicarse a escribir y su deseo de ser madre. Todo en una época en la que la sociedad no veía con buenos ojos que una mujer fuese independiente y profesional y tuviera una carrera académica.

### Título de la película
"Los adioses" es el nombre de un poema de Rosario Castellanos.

## Reparto
- Karina Gidi como Rosario Castellanos adulta.
- Tessa Ia como Rosario Castellanos joven.
- Daniel Giménez Cacho como Ricardo Guerra Tejada adulto.
- Pedro de Tavira como Ricardo Guerra Tejada joven.

## Reconocimientos

### Premios Ariel 2018
- Ariel de Plata: Mejor Actuación Femenina: Karina Gidi

Nominaciones:
- Ariel de Plata: Mejor Diseño de Arte: Carlos Y. Jacques
- Mejor Dirección: Natalia Beristáin
- Mejor Actuación Masculina: Daniel Giménez Cacho
- Mejor Fotografía: Dariela Ludlow
- Mejor Coactuación Femenina: Tessa Ia

### Festival del Nuevo Cine Mexicano de Durango 2018
Premio de la Audiencia: Natalia Beristáin 

### Golden Trailer Awards 2018
Véase Golden Trailer Awards.
Nominación:
- Mejor Publicidad de Película de Drama Extranjera: Luxbox[9]

### Festival Internacional de Cine de Morelia 2017
Premio de Competencia para Largometraje:
- Mención para la Mejor Actriz: Karina Gidi (ganadora)
- Premio de la Audiencia: Natalia Beristáin (ganadora)[10]

## Apoyo institucional
El filme cuenta con el apoyo del Instituto Mexicano de Cinematografía (Imcine), a través del estímulo fiscal de la LISR EFICINE 189 Producción.

## Ligas externas
- Los adioses en Internet Movie Database (en inglés).
- Los adioses en FilmAffinity.
- Los Adioses Woo Films

- Datos: Q56750004